# Culex galvaoi
Culex galvaoi är en tvåvingeart som beskrevs av Duret 1968. Culex galvaoi ingår i släktet Culex och familjen stickmyggor. Inga underarter finns listade i Catalogue of Life.